# Çavuş, Şile
Çavuş là một xã thuộc huyện Şile, tỉnh Istanbul, Thổ Nhĩ Kỳ.